# Mojokerto
Mojokerto, fino al 1972 Modjokerto, è una delle città appartenenti alla provincia indonesiana di Giava Orientale. Si tratta di un centro agricolo (con produzione di riso e canna da zucchero) ed industriale distante circa 40 km. da sud-ovest della città di Surabaya.
Modjokerto è anche la sede di un importante ritrovamento fossile, il cosiddetto cranio di Mojokerto (noto anche come bambino di Mojokerto), un cranio appartenente ad un esemplare bambino di Homo erectus ritrovato nel 1936 e risalente a circa 1,8 milioni di anni fa. Nel luogo sono state anche rinvenute le cosiddette "maschere verdi di Giava", reperti archeologici di materiale metallico non identificato.